# Yuzo Kurihara
Yuzo Kurihara (n. 18 septembrie 1983) este un fotbalist japonez.

## Statistici
| Japonia | Japonia | Japonia |
| An      | Meciuri | Goluri  |
| ------- | ------- | ------- |
| 2006    | 1       | 0       |
| 2007    | 0       | 0       |
| 2008    | 0       | 0       |
| 2009    | 0       | 0       |
| 2010    | 4       | 0       |
| 2011    | 3       | 0       |
| 2012    | 5       | 2       |
| 2013    | 7       | 1       |
| Total   | 20      | 3       |